# Zinnia
Zinnia este un gen de plante din familia Asteraceae, ordinul Asterales cu denumirea populară de "cârciumărese". 

## Gallery

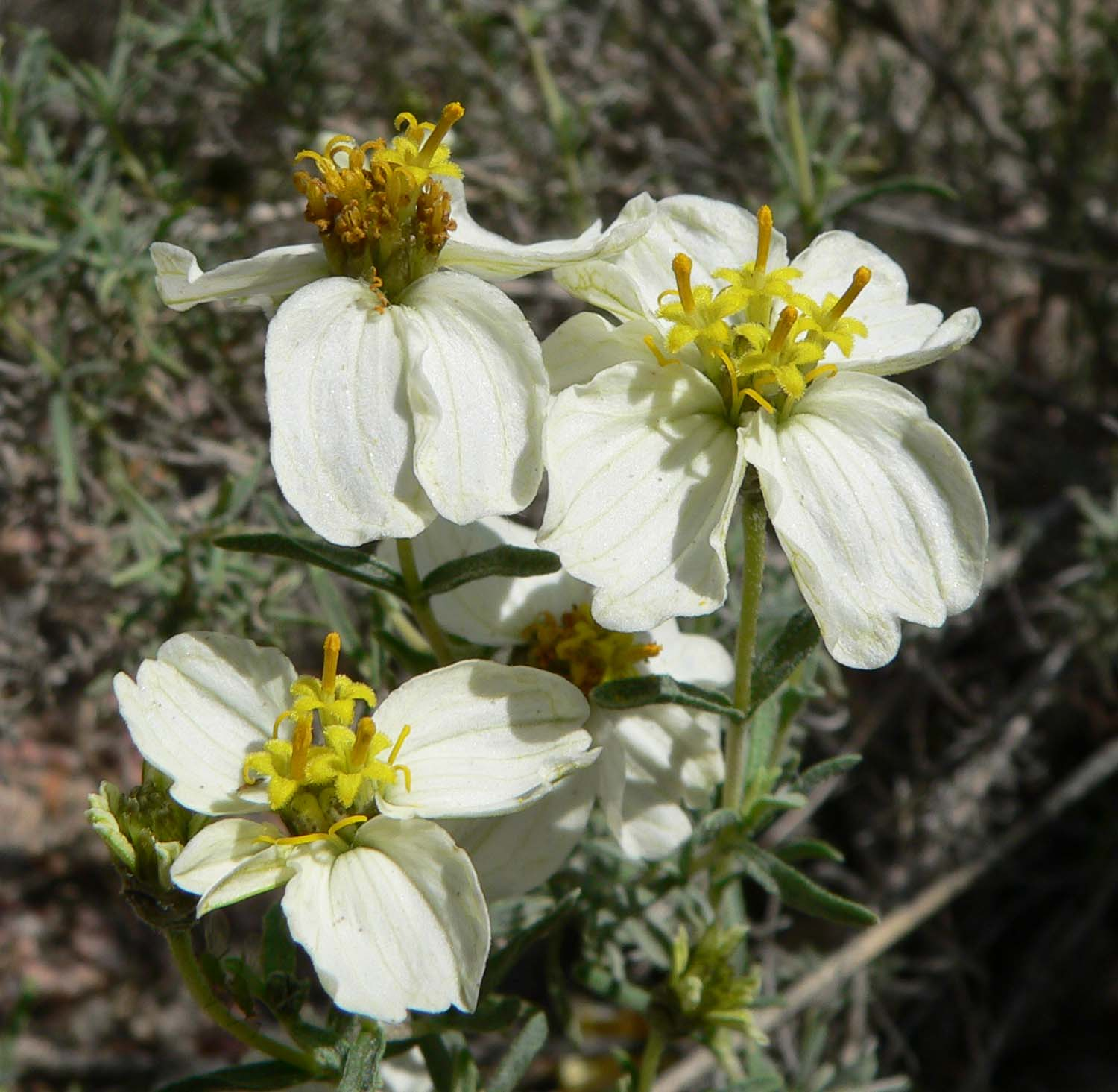
Zinnia acerosa
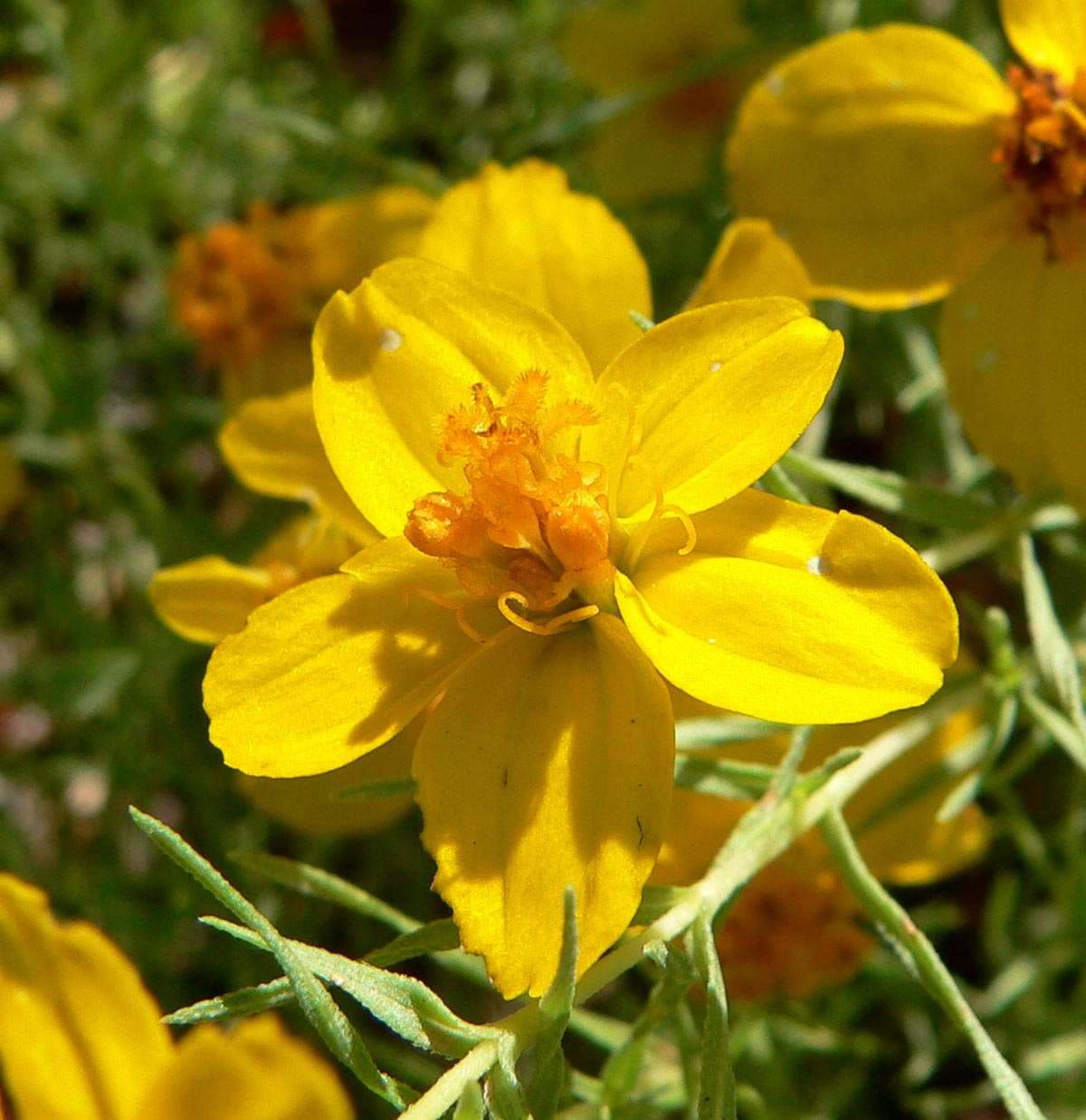
Zinnia grandiflora
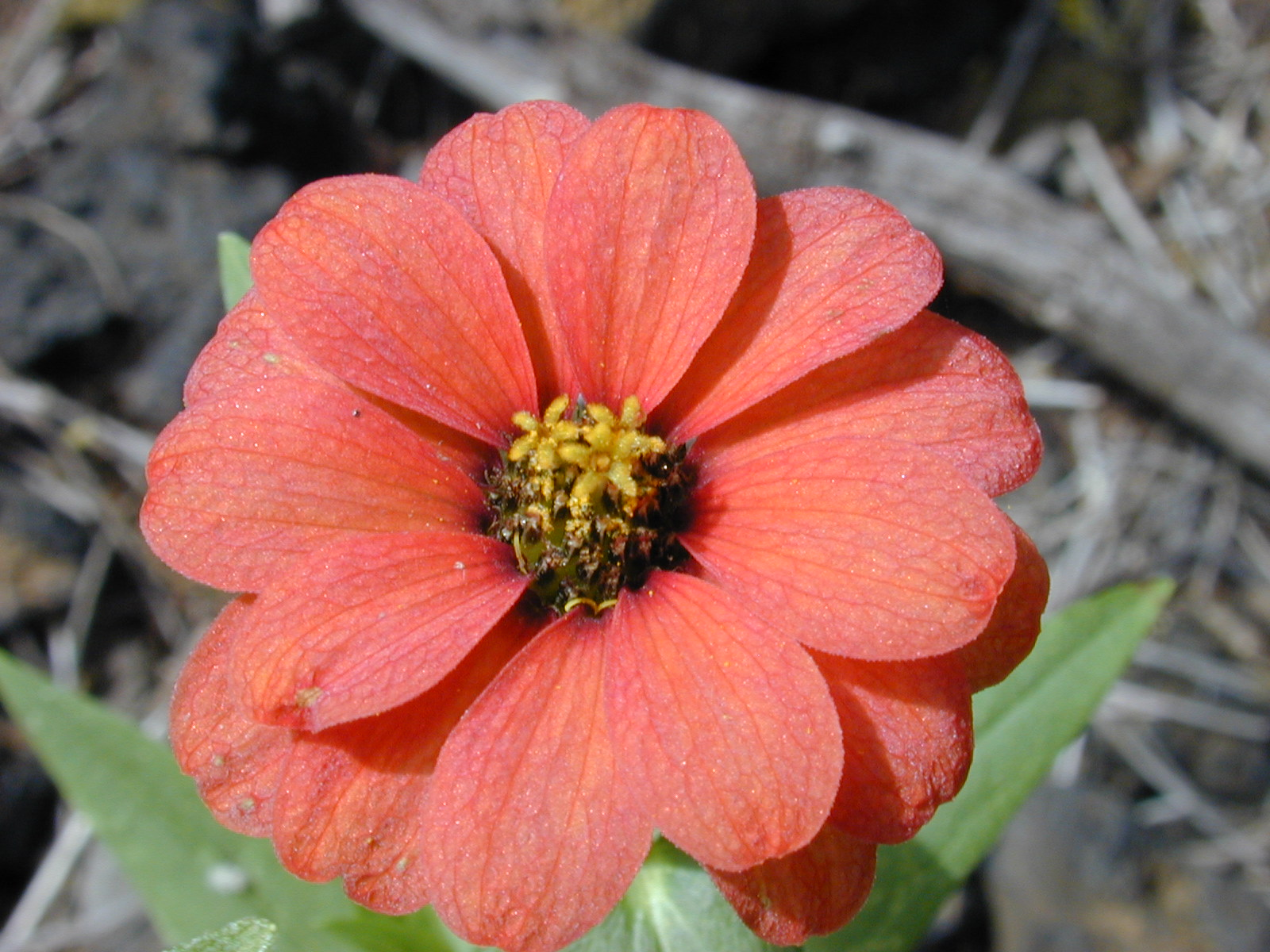
Zinnia peruviana
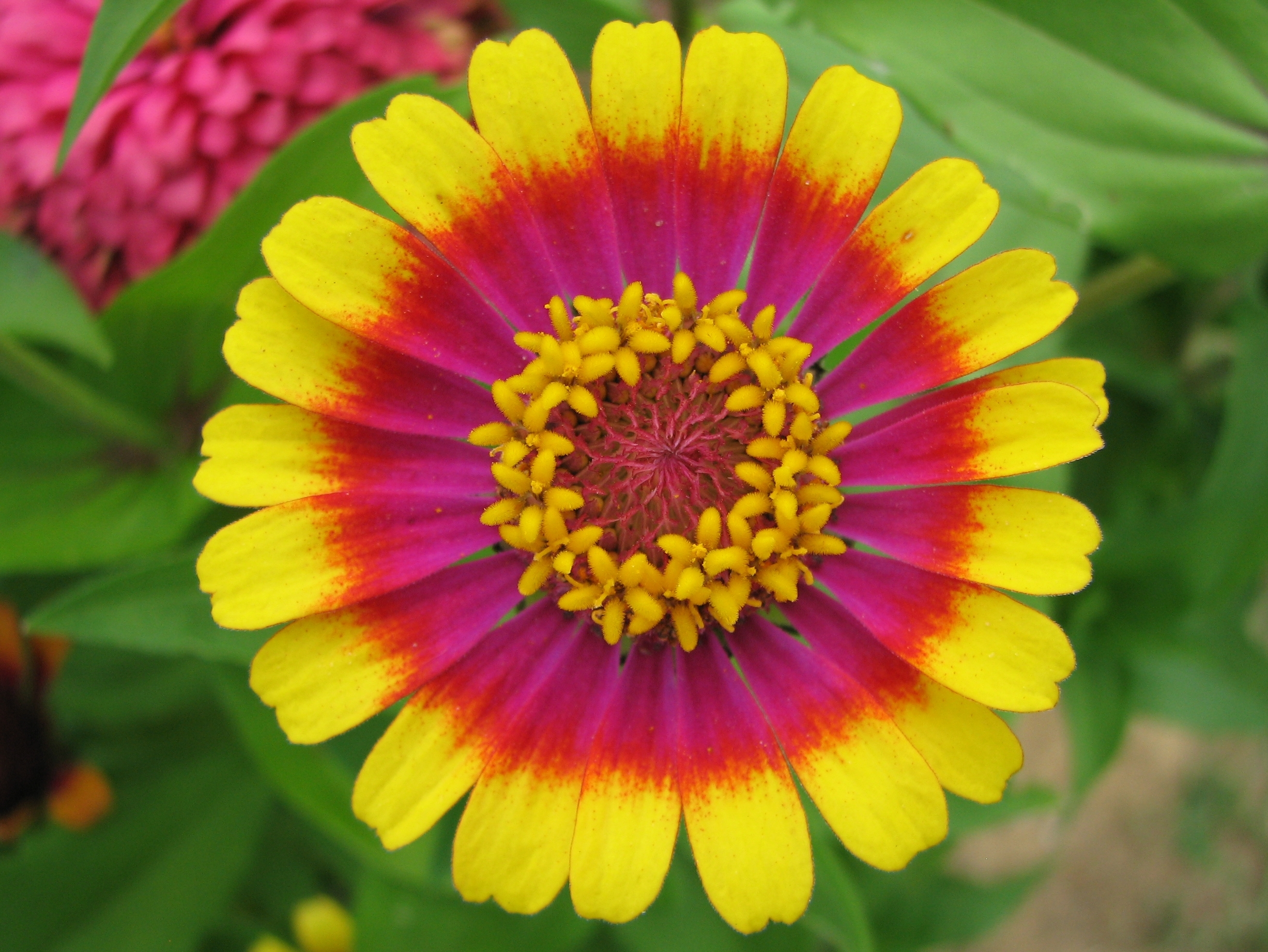
Zinnia (floare)
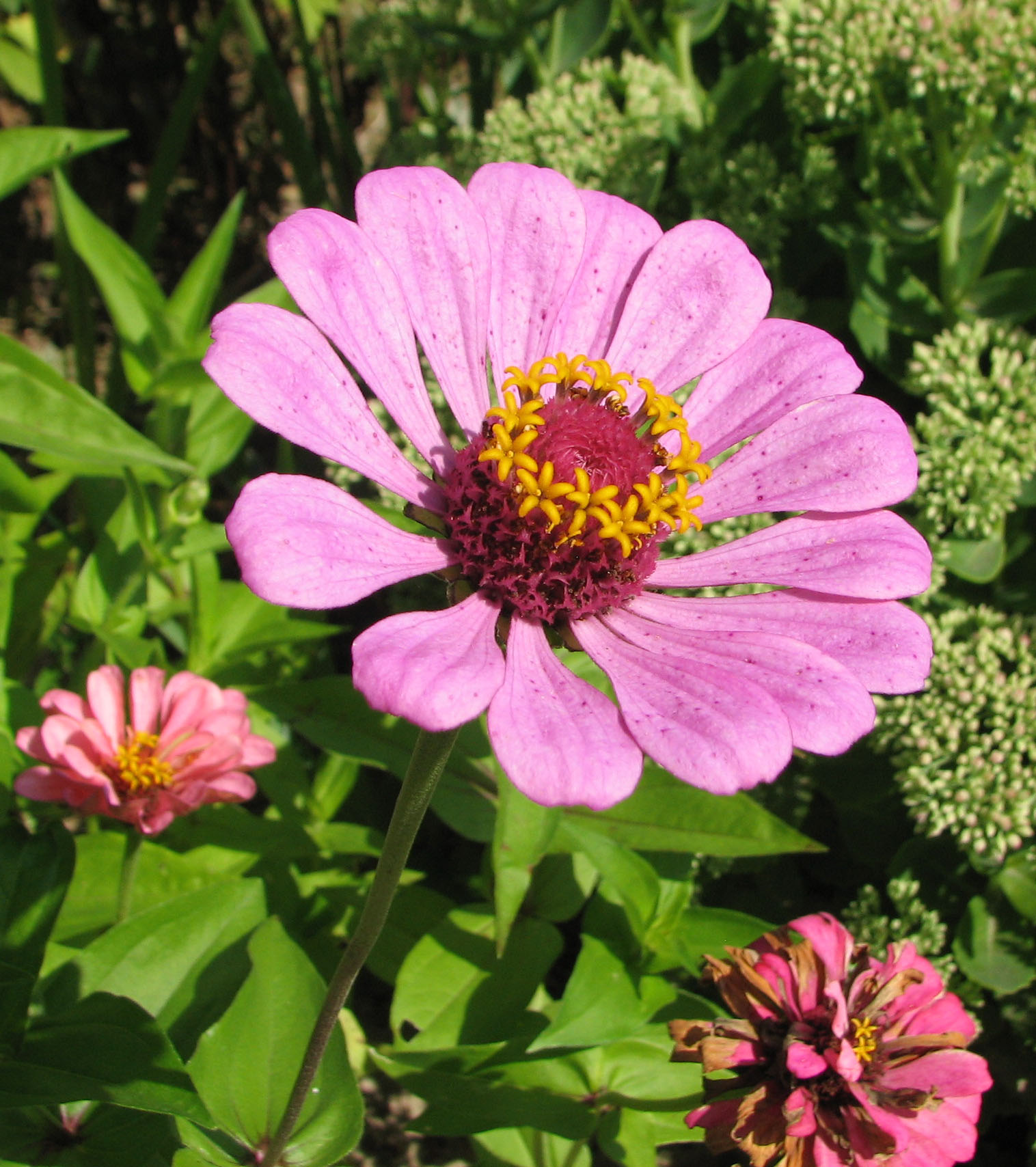
Zinnia elegans